# ベロセット

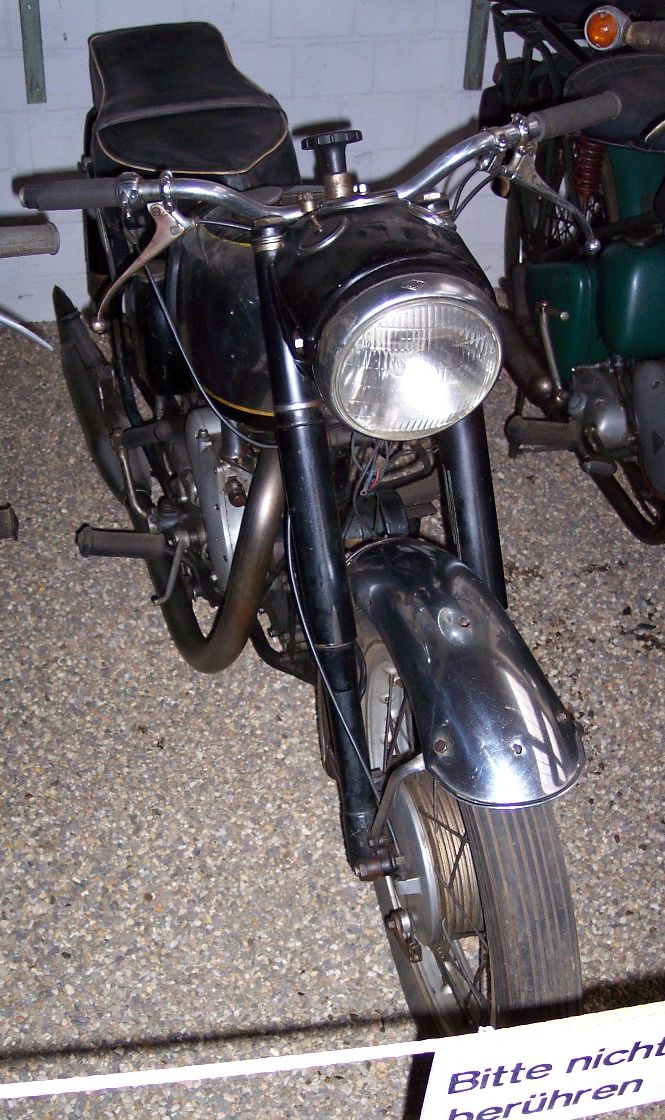
ベロセット500、1955年

ベロセットまたはヴェロセット（Velocette ）は、イギリス・バーミンガム南部ホール・グリーンに本拠を置いたオートバイ製造会社ベロス（Veloce）が製造していたオートバイのブランド。
バーミンガムには数多いオートバイ製造メーカーがあったが、小さな家族経営のベロセットもその一つで、巨大なBSA・ノートン・トライアンフとは比べようもないわずかな台数を手作業で製造していた。しかしベロセットの性能は高く評価され、1920年代から1950年代までの様々なレースや1949年と1950年に連覇を成し遂げたロードレース世界選手権350ccクラスにおいて、「いつも写真に映る」（『Always in the picture』）と評される程の強さを発揮した。ベロスは小規模ながら、偉大な技術開発を次々と成し遂げ、特許を取得した。例えばそれは、今日のオートバイでは当たり前の機能である、シフトチェンジの位置調整が自動で決まるフットシフトであったり、油圧ダンパーを備えた後輪のスイングアームであったりした。

## 歴史

### 創業
会社は、ジョン・テイラー(en)とウィリアム・グー(en)のふたりが1905年に設立したTaylor, Gue Ltd.が元になっている。彼らは「ベロス(Veloce)」ブランドでオートバイの製造を始めたが、後にジョン・テイラーがベロスを設立し、単独でのオートバイと関連部品の製造に乗り出した。ベロスは当初4ストロークのマシンのみ製造していたが、1913年には2ストロークの『ベロセット(Velocette)』をラインアップに加え、そのうち、このブランドは全車種に用いられるようになった。

### ベロセット2ストローク
1913年から1925年にかけて、ベロスは性能が良くかつ高価な2ストローク250ccオートバイ製造に集中していた。これらは高く評価され、マン島TTレースを数度制覇するなどレース競技で競争力を発揮した。この単気筒マシンはスロットルで給油ポンプを制御する装置など他には無い機構を備えていた。同社はこのオートバイを進化させ、『A』シリーズとして発売した。これには、コイルイグニッション2段変速の『AC2』、3段変速の『AC3』などがあった。このマシンはHシリーズ、モデルUを経て1930年にはGTPモデルへと引き継がれた。このモデルは1946年まで製造された、優れた操作性と充分なパワーを持つエンジンを組み合わせた、エレガントで信頼性の高い軽量オートバイであった。

### ベロセットKシリーズ
1920年代初頭、ベロスは事業拡大のためには何か高性能を打ち出したモデルが必要だと認識していた。1925年、彼らはそれまでの路線から大胆に軌道を変えたOHC350ccエンジンを搭載した、後にKシリーズと呼ばれるモデルを発表した。初期のトラブル出しを終えた翌年、ベロスはこのニューマシンでマン島TTレースやブルックランズレースなどに出場し、信頼性の高さやスムーズな操作性から多くの勝利を得た。このモデルは市販化され、『KSS』（スーパースポーツ）、『KTS』（ツーリングモデル）、『KTP』（twin exhaust ports）、『KN』（ノーマル）などへシリーズ展開された。OHCエンジンのシリーズは1948年の、高剛性フレームとDowty Oleomaticと呼ばれる空圧フォークを持つ最終形KSSシリーズまで販売された。このKシリーズは旋回性とスピードに優れ、世界中のレースで使われた。

### ベロセットMシリーズ
1933年、ベロスはコストを削減し手軽に入手できるオートバイ製造を志向し、OHVシステムの導入を決定した。これは、Kシリーズのカムシャフト構造が製造に熟練を要するのに対し、OHV機構はシンプルで組み付けが単純であり量産効果も期待できたためである。このシリーズ第1号は『MOV』と名づけられ、ボア×ストローク比1：1(68mm)のシリンダーヘッドを持つ250ccのオートバイだった。この最高時速78mphと走行信頼性に優れたマシンは販売的に大成功を収めた。1934年に発売されたストローク長を変えて排気量を350ccに高めた『MAC』は更に人気を博し、ベロスは高い収益を上げた。1935年にはそれまでの2モデルをベースに開発された500ccモデル『MSS』が発売された。これは重厚なフレームを持ち、運送業向けのサイドカー用途を意識したつくりになっていた。『MSS』のフレームは改良されてレース用モデル『mkV』『KTT』に使われ、『KSS mkII』とともに1936～1948年のレース界を席巻し、ベロスに大きな名声と利益をもたらした。

### 戦後
第二次世界大戦後、ベロスは個人向け市場の開拓を重視し、モデル『LE』を開発した。これは、水冷192cc水平対向2気筒サイドバルブエンジンと鋼鉄製フレームとテレスコピックフロントフォークとスイングアームを備えたもので、高価ではあるが洗練され、それまでのベロセットブランドの集大成とも言えるものであった。このモデルは過去最高の売上台数を記録したが、部品量産にかかる経費が会社の予想を超過してしまい、利益にはあまり繋がらなかった。しかし、モデル『LE』はイギリス警察庁が都市警ら向けに大々的に採用したことで有名になった。この頃、徒歩で警らに当たる巡査たちは、巡査部長や警部と出会った際には敬礼を求められていた。この伝統はバイクが導入されても引き継がれ、彼らは片手をハンドルから離し、ぐらついてしまうなどの危険を冒さなければならなかった。ベロセット『LE』はその安定性から優雅な敬礼を可能にし、その姿からバイクに乗る巡査には「ノディ(en)」（1950年代に人気を博したTV番組のキャラクター）という愛称がつき、ベロセット『LE』は「ノディのバイク」として知られた。また、ベロセット『LE』特有の静かさを比喩して、犯人の後ろを気づかれずに尾行する「ささやくウィリー」(Whispering Willie)という愛称もあった。

### 1950年代
1949年・1950年とロードレース世界選手権350ccクラスをベロセットは連覇した。この年、200ccの『LE. mkII』が発売され、『MAC』にはテレスコピックフロントフォークが投入された。さらに、1952年から1953年にかけて『MAC』にはスイングアーム・リアサスペンション・デュアルシートが相次いで採用され、1954年には『MSS』が改良され、ニューエンジンが搭載された。1955年には『Scrambler』とアメリカン仕様の『MSS』が、1956年には三種類のスポーツタイプ『Venom』（500cc）・『Viper』（350cc）・『Valiant』（200cc空冷並列二気筒）が生産開始された。1958年から1959年に掛けては、足元で操作する四段変速にキックスターターを備えたカウリング装備の『L.E. Mk III』が販売された。

### 1960年代～ベロセットの終焉
1960年、ベロセットは250cc水平対向二気筒という非常に珍しい形式の2ストロークエンジンを持つスクーター『Viceroy』を発表した。このスクーターのユニークなところはエンジン形式だけではなく、エンジンを前方に、ガソリンタンクをレッグシールド下部に配置したレイアウトにもある。エンジン自身は極めてコンパクトで、フライホイールから伸びたドライブシャフトを経由した動力は後輪部でクラッチと駆動系に伝えられていた。12ボルトのセル・スターター、低重心の車体、速度65mph(105km/h)を誇る15bhpのエンジン、操作性の良さなど、『Viceroy』は一流の性能を誇った。だが市場の好みはスクーターから離れつつあり、高い性能の割には『Viceroy』は売れなかった。
1960年代終盤にはベロスは経営危機に陥っていた。1968年には『Viper』や『Vogue』の生産は中止され、『Scrambler』と『Endurance』は1969年に、『Thruxton』は1970年に同じ運命を辿った。1971年2月、ベロセットはその歴史を閉じた。